# 좌파 해안
좌파 해안(Left Coast)은 미국 서해안이 정치적으로 좌익에 기울어져 있음을 암시하는 정치적 표현이다. 이는 알래스카주를 제외하고, 캘리포니아주, 오리건주, 워싱턴주, 하와이주가 특히 해안 캘리포니아, 오리건의 유진 및 포틀랜드 광역권, 워싱턴의 퓨젓 사운드 지역, 하와이 대부분 지역에서 민주당에 투표하는 경향이 있다는 것을 암시한다. 또한 서해안 지역에 거주하는 대부분의 사람들이 다른 지역보다 일반적으로 더 자유주의적이거나 진보적인 태도를 가지고 있음을 시사한다. 이 문구는 지도를 볼 때 북쪽을 위로 향하게 하면 서해안이 미국 왼쪽에 있다는 사실을 이용한 것이다. 이 용어는 같은 이유로 캐나다 내 브리티시컬럼비아주의 위치에도 적용된다.
미국에서는 이 표현이 우파 성향의 사람들에 의해 경멸적으로 사용되지만, 좌파 성향의 사람들에게는 자랑스럽게 사용된다. 보수 성향의 뉴스맥스 칼럼니스트 제임스 허슨은 할리우드 유명인사와 그들의 스캔들을 비난하고 보수적인 정치 논평을 제공하는 "레프트 코스트 리포트"를 작성한다. 그는 또한 『레프트 코스트 이야기: 할리우드 스타와 그들의 터무니없는 정치에 대한 실화』라는 책을 썼다. 다른 한편으로는 만화가 테드 롤이 그의 좌익 정치 만화의 이름으로 이 용어를 사용한다. 작가, 보이스오버 배우, 동성애자 인권 운동가인 벤 패트릭 존슨은 그의 비디오 블로그를 "레프트 코스트에서의 삶"이라고 부른다. 샌프란시스코 기반의 비영리 단체 타이즈의 모금가이자 CEO인 드러먼드 파이크는 "레프트 코스트에서 온 소식"이라는 CEO 블로그를 운영한다.

## 정의
이 용어는 중립적이거나 비정치적인 의미로도 사용된다. 레프트 코스트는 STEM 직업 분야에서 단연코 가장 많은 노동자를 보유하고 있으며, 미국 내 주요 기술 허브로 계속 남을 것이다. 레프트 코스트의 총생산은 약 1조 2천억 달러였다.
캐나다에서는 밴쿠버섬을 포함한 브리티시컬럼비아주의 해안 지대 또한 레프트 코스트라고 불린다. "레프트 코스트"라는 용어의 사용은 일반적으로 경멸적이지 않다. 예를 들어, 2006년 4월 브리티시컬럼비아주 부총독, 이오나 캄파뇰로가 화가 에드워드 존 휴즈에게 브리티시컬럼비아 훈장을 수여할 때, 그녀는 "우리는 사랑하는 해안이 때때로 '젖은 해안', '왼쪽 해안', 심지어 '비의 해안'으로 무시당하는 것을 들어왔지만, 우리 대부분에게 이것들은 '애정 어린 표현'입니다..."라고 말했다.

## 역사
1992년 이래로 캘리포니아주는 대통령 선거에서 지속적으로 민주당에 투표해왔다. 오리건주와 워싱턴주, 하와이주는 세 곳 모두 1988년 대통령 선거 이래로 민주당에 투표해왔다.
이 주들에서는 주 전체에 걸쳐 공화당원이 거의 없다. 오리건주와 워싱턴주는 민주당 주지사를 선출하는 데 특히 일관성이 있다는 점이 특징이며, 특히 오리건주는 미국에서 가장 긴 민주당 주지사 연속 기록을 가지고 있다. 또한, 2022년 하원의원 선거에서는 태평양에 직접 접해 있는 모든 하원 선거구(알래스카와 하와이 포함)가 민주당에 의해 승리했다.
마찬가지로 캐나다에서는 브리티시컬럼비아주의 해안 지역이 자유당과 신민주당 같은 좌익 성향의 국회의원들과 주정부 차원에서는 신민주당 및 녹색당에 일관되게 투표하지만, 일부 예외가 있다. 예를 들어, 2025년 캐나다 연방 선거에서 캐나다 보수당은 나나이모-레이디스미스와 노스 아일랜드-파월 리버를 포함한 여러 해안 지역구에서 승리했다.

## 같이 보기
- 블루 스테이트
- 캐스케이디아 (독립운동)
- 지저스랜드 지도
- 북아메리카 서해안의 역사
- 미국의 진보주의
- 샌프란시스코 밸류
- 솔리드 사우스